# Mołdawska Akademia Nauk

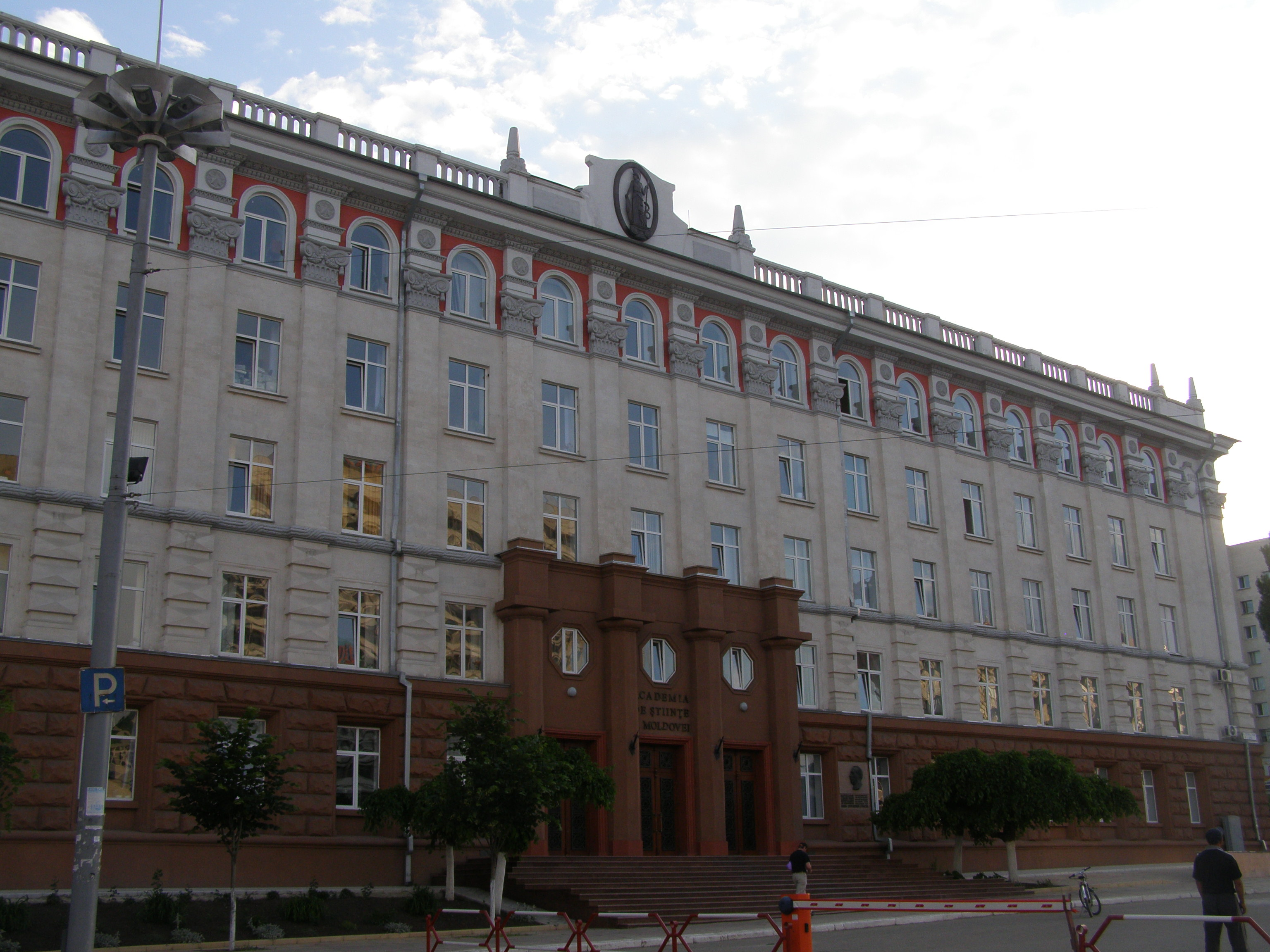
Siedziba Mołdawskiej Akademii Nauk. Kiszyniów

Mołdawska Akademia Nauk (rum. Academia de Științe a Moldovei) – główna instytucja naukowa Mołdawii, znajdująca się w Kiszyniowie, koordynująca badania we wszystkich kierunkach nauki i technologii.